# 김동무는 하늘을 난다
김동무는 하늘을 난다(영어: Comrade Kim Goes Flying)는 영국-벨기에-조선민주주의인민공화국 합작 로맨틱 코미디 특집 영화이다. 조선민주주의인민공화국의 수도 평양에서 촬영되었다.

## 개요
김영미 동무는 조선민주주의인민공화국의 석탄 광부이다. 그녀의 꿈은 공중 곡예사지만 광부는 하늘이 아닌 땅 속에 있어야 한다고 믿는 곡예 스타 박장필에 의해 무너지고 만다. 공동 제작자 니콜라스 보너는 그의 희망이 조선민주주의인민공화국의 관중들에게 장벽과 즐거움 두 가지 측면을 보여주는 것이라 하면서, 그것을 "하늘을 나는 꿈에 대한 걸 파워 동화"라 묘사했다. 세 제작자들은 소문에 의하면 조선민주주의인민공화국의 작가들에게 힘든 일에 대한 성공이라는 뻔한 선전을 멀리 하고 코미디를 지향하는 각본을 쓰도록 지시했다고 한다. 토론토의 프로그래머는 이 영화를 세 문장으로 묘사했다: "이 영화는 젊은 석탄 광부가 곡예사가 되려는, 그녀의 꿈에 대한 추구에 대한 승리의, 그리고 삶에 긍정적인 우화이다. 김동무는 하늘을 난다라는 영화를 제작한 것은 영화사에서 획기적인 사건이 되었다: 이 영화는 처음으로 서양 자본이 들어갔으며 조선민주주의인민공화국에서 전부 제작되었다."

## 출연
영화는 김광훈, 니콜라스 보너, 안자 델르망이 감독했으며, 안자 델르망, 니콜라스 보너, 렴미화가 제작하였고, 신명식, 김철에 의해 각본되었다.
주 출연진들은 다음과 같다:
- 한정심, 김영미 역 ("김 동무")
- 박충국, 박장필 역
- 리영호, 석근 중대장 역
- 김선남, 영미 아버지 역
- 리익승, 석탄 탄광 관리자
- 김은영, 리수연 역 (공중 곡예사)
- 한길명, 영미 할머니 역
- 안창순, 장필 어머니 역

## 제작
이 영화는 벨기에의 Another Dimension of an Idea 제작사와 조선영화수출입사, 그리고 영국의 여행사 고려 그룹이 공동 제작한 것이다. 이 영화는 조선민주주의인민공화국과 협력한 고려 그룹이 제작한 네 번째 영화이다. 이전에 제작된 세 영화 천리마 축구단 (2002), 어떤 나라 (2004), 푸른 눈의 평양시민 (2006)은 모두 다큐멘터리 영화였다. 김동무는 하늘을 난다는 조선민주주의인민공화국의 제작진과 출연진들이 평양에서 제작한 영화이다.

## 상영
김동무는 하늘을 난다는 2012 평양 국제영화축전에서 개봉되었으며, 2012년 9월에 토론토 국제 영화제, 2012년 10월에 부산국제영화제에서도 개봉되었다. 2013년 3월에 미국에서 상영됐는데, 월스트리트 저널은 이 영화를 "feel-good style of a Doris Day–Rock Hudson picture"이라고 묘사하였다. 2018년 7월에는 부천국제판타스틱영화제에서 상영되었다.

## 논평
주간 잡지 버라이어티에서 Jay Weissberg는 "김동무는 하늘을 난다는 최소 영화 분야에서는 서양과 함께 협력이 가능하다는 것을 입증한다면서 곡예사가 되려는 젊은 여성 광부의 꿈이 이 영화가 토론토에 상영되면서부터 사람들의 마음을 사로잡는다"고 논평하였다.